# Macrocentrus canarsiae
Macrocentrus canarsiae är en stekelart som beskrevs av Muesebeck 1932. Macrocentrus canarsiae ingår i släktet Macrocentrus och familjen bracksteklar. Inga underarter finns listade i Catalogue of Life.